# Канторов став о равномерној непрекидности
Канторов став даје општи критеријум за одређивање равномерне непрекидности функција.

## Формулација
Канторов став о равномерној непрекидности функција или Канторова теорема о равномерној непрекидности функција гласи:
Свака функција {\displaystyle f:[a,b]\rightarrow \mathbb {R} } која је непрекидна на интервалу {\displaystyle [a,b]}, равномерно је непрекидна на њему.

## Доказ
Део 1:
Из дефиниције непрекидности имамо да ако је функција {\displaystyle f:[a,b]\rightarrow \mathbb {R} } непрекидна на интервалу {\displaystyle [a,b]} (дато као услов за теорему), онда за произвољну тачку {\displaystyle x} из тог сегмента постоји нека околина {\displaystyle U(x)=(x-\delta ,x+\delta )} и за све тачке {\displaystyle x_{1}\in U(x)} важи: {\displaystyle |f(x)-f(x_{1})|<{\frac {\varepsilon }{2}})}.
Изаберимо 2 тачке, {\displaystyle x_{1},x_{2}\in U(x)}. Тада је:
{\displaystyle |f(x_{1})-f(x_{2})|\leq |f(x)-f(x_{1})|+|f(x)-f(x_{2})|<{\frac {\varepsilon }{2}}+{\frac {\varepsilon }{2}}=\varepsilon .}
Део 2:
Изаберимо сада околину дупло мањег полупречника, {\displaystyle U'(x)=(x-{\frac {\delta }{2}},x+{\frac {\delta }{2}})}. Ако такву околину конструишемо за сваку тачку сегмента {\displaystyle [a,b]}, добићемо скуп отворених интервала који очигледно прекрива цео сегмент {\displaystyle [a,b]}, па скуп тих интервала чини покривач сегмента {\displaystyle [a,b]}. Из Борел-Лебегове леме имамо да постоји коначан подпокривач тог интервала, тј. да постоје тачке {\displaystyle x_{1},x_{2},...,x_{n}} тако да њихове околине {\displaystyle U'_{1},U'_{2},...,U'_{n}} образују подпокривач сегмента {\displaystyle [a,b]}. Како тачака {\displaystyle x_{1},x_{2},...,x_{n}} има коначно много, може се међу њиховим околинама пронаћи најмање {\displaystyle {\frac {\delta _{i}}{2}}} и означимо га са {\displaystyle \delta }.
Део 3:
Изаберимо сада неку тачку {\displaystyle x'} из интервала {\displaystyle [a,b]} која припада неком од интервала {\displaystyle U'_{1},U'_{2},...,U'_{n}}, што записујемо: {\displaystyle |x_{i}-x'|<{\frac {\delta _{i}}{2}}}.
Изаберимо и тачку {\displaystyle x''} из интервала {\displaystyle [a,b]} која се налази у {\displaystyle \delta }-околини тачке {\displaystyle x'}, тј. {\displaystyle |x'-x''|<\delta }. То можемо урадити по дефиницији, зато што је функција у целом сегменту непрекидна, а пошто је {\displaystyle \delta \leq {\frac {\delta _{i}}{2}}}, онда је сигурно и {\displaystyle |x'-x''|<{\frac {\delta _{i}}{2}}}.
Сада, из {\displaystyle |x_{i}-x'|<{\frac {\delta _{i}}{2}}} и {\displaystyle |x'-x''|<{\frac {\delta _{i}}{2}}} имамо да је:
{\displaystyle |x_{i}-x''|\leq |x'-x_{i}|+|x'-x''|<{\frac {\delta _{i}}{2}}+{\frac {\delta _{i}}{2}}=\delta _{i},}
тј. обе тачке, и {\displaystyle x'} и {\displaystyle x''}, припадају {\displaystyle \delta _{i}}-околини тачке {\displaystyle x_{i}}, односно, обе се налазе унутар неке околине {\displaystyle (x-\delta _{i},x+\delta _{i})},
па из Дела 1: имамо да је онда
{\displaystyle |f(x')-f(x'')|<\varepsilon }, што је и требало доказати.

## Напомена
Канторов став у наведеном облику се односи на реалну анализу. Аналогна теорема постоји и у општијем случају, у топологији код метричких простора.